# تتریس ۹۹
«تتریس ۹۹» (انگلیسی: Tetris 99) یک بازی ویدئویی در سبک بازی ویدئویی معمایی
بازی بتل رویال است که توسط نینتندو و در سال ۲۰۱۹ و در پلت‌فرم نینتندو سوئیچ منتشر شده‌است.